# Eva Villaver Sobrino
Eva Gloria Villaver Sobrino (Palencia, España) es una astrofísica e investigadora española.

## Biografía
Villaver empezó su carrera profesional en el Instituto de Astrofísica de Canarias donde hizo su tesis doctoral titulada La formación del gas circumestelar desde la rag hasta la formación de nebulosas planetarias; la leyó en 2001.
Se incorporó como investigadora postdoctoral de la NASA en el Instituto Científico del Telescopio Espacial Hubble en 2001. En Estados Unidos se especializó en las estrellas más calientes que existen en las Nubes de Magallanes. Tres años más tarde fue contratada por la Agencia Espacial Europea donde trabajó en la división de política científica.
Regresó a España en 2009 y se incorporó como profesora de Física Teórica en la Universidad Autónoma de Madrid donde compagina la docencia con la investigación en el Centro de Astrobiología del Instituto Nacional de Técnica Aeroespacial y del Consejo Superior de Investigaciones Científicas, donde estudia cómo se están apagando algunas estrellas más comunes y de qué manera está afectando este fenómeno a sistemas planetarios como la Tierra.
En 2019 publicó el libro Las mil caras de la Luna.
El 21 de junio de 2023 fue nombrada directora de la Oficina de Espacio y Sociedad de la Agencia Espacial Española.